# Strada statale 522 di Tropea
La ex strada statale 522 di Tropea (SS 522), ora strada provinciale ex SS 522 Bivio Angitola-Tropea (SP ex SS 522), è una strada provinciale italiana, il cui percorso funge per gran parte da litoranea nella Provincia di Vibo Valentia.

## Percorso
La strada ha inizio dalla strada statale 18 Tirrena Inferiore in località bivio Angitola e si dirige verso la costa, seguendo la quale, attraversa i centri abitati di Pizzo, Vibo Valentia, Briatico ed infine Tropea.
In seguito al decreto legislativo n. 112 del 1998, dal 2002 la gestione è passata dall'ANAS alla Regione Calabria, che ha provveduto al trasferimento dell'infrastruttura al demanio della Provincia di Vibo Valentia.